# 한국돼지
한국종 돼지 한국의 재래종 돼지는 체질이 강건하고 질병에 잘 견디는 반면 털색이 검고 몸이 작으며 배가 아래로 처지고 발달이 좋지 않다. 한배 새끼수는 7-8마리로 경제성이 떨어져 1930년대에 버크셔 종으로 누진 교배시켰다. 지금은 순수한 형태의 재래종은 찾아보기 어렵다.